# Penicillium salamii
Penicíllium salámii (лат.) — вид несовершенных грибов (телеоморфная стадия неизвестна), относящийся к роду Пеницилл (Penicillium).

## Описание
На CYA колонии на 7-е сутки 2,5—3,5 см в диаметре, бархатистые, с обильным серо-зелёнвм спороношением. Экссудат иногда присутствует в виде мелких бесцветных капелек. Реверс коричневый, кремово-коричневый, жёлто-коричневый, оранжево-коричневый, бежевый. На агаре с солодовым экстрактом (MEA) колонии бархатистые, спороношение серо-зелёное, реверс без пигментации или коричневый. На агаре с дрожжевым экстрактом и сахарозой (YES) спороношение обильное, реверс от кремово-жёлтого до коричневого.
Нередко образует склероции 180—400 мкм в диаметре, наиболее обильные при 15—21 °C на CYA и MEA.
Конидиеносцы трёхъярусные, иногда с примесью четырёхъярусных, 400—1500 мкм длиной, 3,5—5 мкм толщиной. Веточки 12—20 мкм длиной. Метулы 10—14 мкм длиной, в мутовках по 3—6. Фиалиды фляговидные, 9—11 × 3—3,5 мкм. Конидии в основном эллипсоидальные, иногда с несколько усечёнными концами, иногда грушевидные до цилиндрических, 3—4 × 2,5—3 мкм.

### Отличия от близких видов
Определяется по длинным широким ножкам конидиеносцев, несущих трёхъярусные кисточки. Продуцент хризогина и ксантоэпоцина.
В пределах вида выделяются две морфологически несколько различающиеся линии. Первая группа — медленно-растущие обитатели природных местообитаний с температурным максимумом роста 27 °C, обильно образующие склероции. Вторая — быстрорастущие, иногда образующие коричневатые склероции, близкие Penicillium olsonii, но отличающиеся от него всё-таки более медленным ростом. Другой близкий вид — Penicillium astrolabium, отличающийся чёрно-коричневым реверсом колоний на CYA и обилием погружённых в среду пигментированых гиф с утолщёнными клетками, напоминающих склероции.

## Экология и значение
Часто встречается на мясных продуктах по всему миру. Выделяется из почвы и других природных местообитаний.

## Таксономия
Penicillium salamii G.Perrone, Frisvad, Samson & Houbraken, Int. J. Food Microbiol. 193: 93 (2014).